# 西藏九节
西藏九节（学名：Psychotria erratica），为茜草科九节属下的一个植物种。